# South Dayton
South Dayton és una població dels Estats Units a l'estat de Nova York. Segons el cens del 2000 tenia 662 habitants.

## Demografia
Segons el cens del 2000, South Dayton tenia 662 habitants, 248 habitatges, i 163 famílies. La densitat de població era de 253,1 habitants per km².
Dels 248 habitatges en un 35,5% hi vivien nens de menys de 18 anys, en un 44% hi vivien parelles casades, en un 16,1% dones solteres, i en un 33,9% no eren unitats familiars. En el 25,8% dels habitatges hi vivien persones soles el 10,9% de les quals corresponia a persones de 65 anys o més que vivien soles. El nombre mitjà de persones vivint en cada habitatge era de 2,67 i el nombre mitjà de persones que vivien en cada família era de 3,2.
Per edats la població es repartia de la següent manera: un 33,7% tenia menys de 18 anys, un 7,1% entre 18 i 24, un 26,6% entre 25 i 44, un 21% de 45 a 60 i un 11,6% 65 anys o més.
L'edat mediana era de 33 anys. Per cada 100 dones de 18 o més anys hi havia 88,4 homes.
La renda mediana per habitatge era de 29.375 $ i la renda mediana per família de 32.917 $. Els homes tenien una renda mediana de 25.833 $ mentre que les dones 22.404 $. La renda per capita de la població era de 13.187 $. Entorn del 15,4% de les famílies i el 17,3% de la població estaven per davall del llindar de pobresa.